# دوللي مارتن
دوللي مارتن (بالإنجليزية: Dolly Martin)‏ هي عارضة وممثلة بريطانية، ولدت في 13 سبتمبر 1944 ببرستل في المملكة المتحدة.

## وصلات خارجية
- دوللي مارتن على موقع IMDb (الإنجليزية)
- دوللي مارتن على موقع قاعدة بيانات الفيلم (الإنجليزية)